# Héctor Omar Ramos
Héctor Omar Ramos Delgado (Montevideo, 12 febbraio 1936) è un ex calciatore uruguaiano, di ruolo centrocampista.

## Carriera

### Club
Ha giocato agli inizi della carriera nel campionato uruguaiano, vestendo la maglia del Nacional, club con il quale ha vinto 3 titoli. Si è poi trasferito in Spagna, militando nel Real Madrid, nel Real Santander, nell'Elche ed, infine, nel Celta Vigo.

### Nazionale
Con la maglia della nazionale ha vinto il Campeonato sudamericano nel 1956.

## Palmarès

### Club

#### Competizioni nazionali
- Campionato uruguaiano: 3

Nacional: 1955, 1956, 1957

#### Competizioni internazionali
- Coppa dei Campioni: 1

Real Madrid: 1958-1959

### Nazionale
- Campeonato Sudamericano de Football: 1

Uruguay 1956